# Listă de guvernatori ai statului Missouri, Statele Unite ale Americii

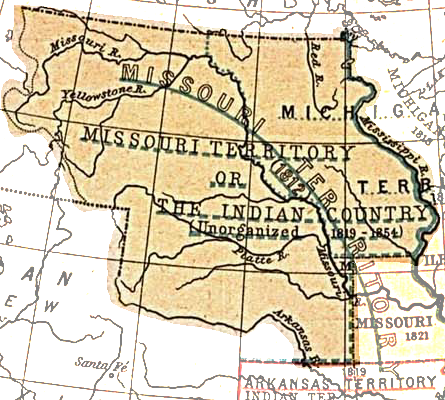
Harta înfățișează ceea ce rămăsese din Teritoriul Missouri la data intrării statului Missouri în Uniune - 10 august 1821.

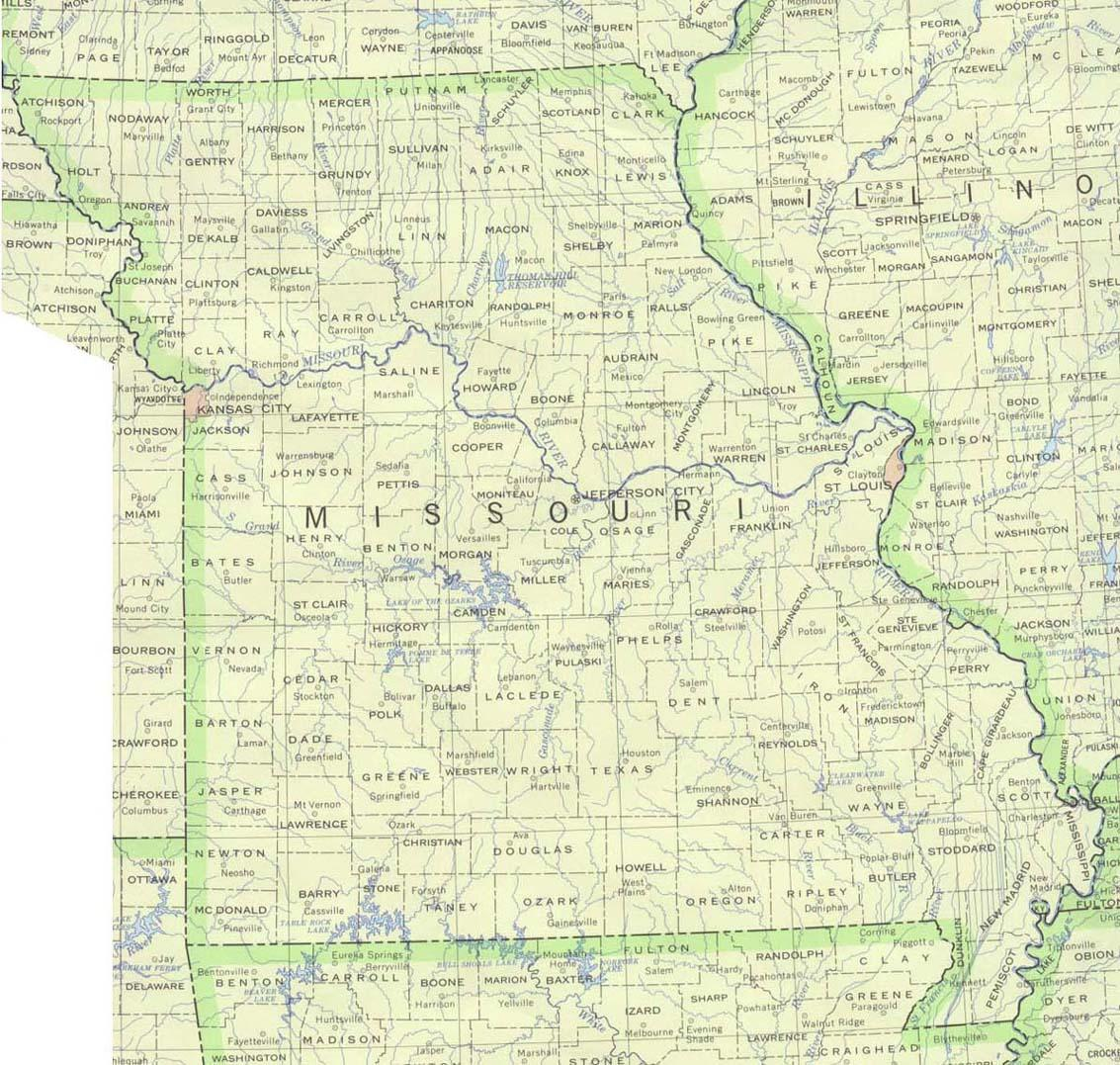
Hartă actuală a statului Missouri

Această pagină este o listă a guvernatorilor entității administrative Missouri, atât ca teritoriu al Statelor Unite ale Americii, cât și în calitate de stat al Uniunii.
Missouri a fost parte a tratatului Louisiana Purchase prin care Statele Unite a cumpărat de la Franța, în 1803, o suprafață imensă, de aproximativ 2,1 milioane km2. În anul 1804, tot teritoriul care reprezintă statul de azi Louisiana a fost separat din întreaga suprafață și administrat de un guvernator până la obținerea statului de stat, Sediul guvernării era orașul Saint Louis.
Înaintea cumpărării teritoriului Louisiana, atât Franța cât și Spania administraseră imensa porțiune a continentului nord-american în maniere foarte similare. Franța a avut inițial un comandant în comandă pentru regiunea așa numită Upper Louisiana, partea nordică a teritoriului. La începutul anilor 1770, Spania avea un guvernator adjunct în Saint Louis, respectiv un guvernator în New Orleans, care guvernau întreg teritoriul. Pentru o listă a guvernatorilor din timpul guvernării franceze și spaniole, vedeți articolul Guvernator al Louisianei, respectiv pentru o listă a guvernatorilor care au condus Upper Louisiana, sub guvernare franceză și spaniolă, vedeți articolul Listă de comandanți ai Illinois Country.
După ce clădirea care adăpostește sediul guvernului și locuința guvernatorului (în engleză, state capitol) a fost mutată la Jefferson City, în 1826, guvernatorul a locuit în clădirea numită Missouri Governor's Mansion, la o milă est de Missouri State Capitol (actuala clădire este a treia).

## Teritoriul

### District of Louisiana-- Districtul Louisiana
- 1804 - Amos Stoddard (comandant)

### Indiana Territory-- Teritoriul Indiana
- 1804 - 1805 - William Henry Harrison

### Louisiana Territory-- Teritoriul Louisiana
- 1805 - 1807 - James Wilkinson
- 1807 - 1809 - Meriwether Lewis
- 1809 - 1812 - Benjamin Howard

### Missouri Territory-- Teritoriul Missouri
- 1812 - Benjamin Howard
- 1813 - 1820 - William Clark

## Statul Missouri -- StatulMissouri
| #  | Nume                     | Preluarea oficiului | Încheierea mandatului | Partid politic        | Note   |
| -- | ------------------------ | ------------------- | --------------------- | --------------------- | ------ |
| 1  | Alexander McNair         | 18 septembrie 1820  | 15 noiembrie 1824     | Democrat-Republican   |        |
| 2  | Frederick Bates          | 15 noiembrie 1824   | 4 august 1825         | Democratic-Republican | [ 1 ]  |
| 3  | Abraham J. Williams      | 4 august 1825       | 20 ianuarie 1826      | Democratic-Republican | [ 2 ]  |
| 4  | John Miller              | 20 ianuarie 1826    | 19 noiembrie 1832     | Democratic            | [ 3 ]  |
| 5  | Daniel Dunklin           | 19 noiembrie 1832   | 30 septembrie 1836    | Democratic            | [ 4 ]  |
| 6  | Lilburn W. Boggs         | 30 septembrie 1836  | 16 noiembrie 1840     | Democratic            | [ 5 ]  |
| 7  | Thomas Reynolds          | 16 noiembrie 1840   | February 9 1844       | Democratic            | [ 6 ]  |
| 8  | Meredith Miles Marmaduke | February 9 1844     | November 20 1844      | Democratic            | [ 7 ]  |
| 9  | John C. Edwards          | November 20 1844    | November 20 1848      | Democratic            |        |
| 10 | Austin Augustus King     | November 20 1848    | January 3 1853        | Democratic            |        |
| 11 | Sterling Price           | January 3 1853      | January 5 1857        | Democratic            |        |
| 12 | Trusten Polk             | January 5 1857      | February 27 1857      | Democratic            | [ 8 ]  |
| 13 | Hancock Lee Jackson      | February 27 1857    | October 22 1857       | Democratic            | [ 9 ]  |
| 14 | Robert Marcellus Stewart | October 22 1857     | January 3 1861        | Democratic            | [ 3 ]  |
| 15 | Claiborne Fox Jackson    | January 3 1861      | August 1 1861         | Democratic            | [ 10 ] |

## Războiul Civil

### Missouri secession(Confederate)
- 1861 - 1862 - Claiborne Fox Jackson
- 1862 - 1865 - Thomas Caute Reynolds

### Missouri Provisional Government(Union)
- 1861 - 1864 - Hamilton Rowan Gamble
- 1864 - 1865 - Willard Preble Hall

## Statul Missouri
| #  | Name                       | Took office      | Left office      | Party              | Notes        |
| -- | -------------------------- | ---------------- | ---------------- | ------------------ | ------------ |
| 16 | Hamilton Rowan Gamble      | August 1 1861    | 31 ianuarie 1864 | Republican         | [ 1 ] [ 11 ] |
| 17 | Willard Preble Hall        | 31 ianuarie 1864 | January 2 1865   | Republican         | [ 7 ]        |
| 18 | Thomas Clement Fletcher    | January 2 1865   | January 12 1869  | Republican         |              |
| 19 | Joseph W. McClurg          | January 12 1869  | January 4 1871   | Republican         |              |
| 20 | B. Gratz Brown             | January 4 1871   | January 3 1873   | Liberal Republican |              |
| 21 | Silas Woodson              | January 3 1873   | January 12 1875  | Democratic         |              |
| 22 | Charles Henry Hardin       | January 12 1875  | 8 ianuarie 1877  | Democratic         |              |
| 23 | John Smith Phelps          | 8 ianuarie 1877  | 10 ianuarie 1881 | Democratic         |              |
| 24 | Thomas Theodore Crittenden | 10 ianuarie 1881 | January 12 1885  | Democratic         |              |
| 25 | John S. Marmaduke          | January 12 1885  | December 28 1887 | Democratic         | [ 1 ]        |
| 26 | Albert P. Morehouse        | December 28 1887 | January 14 1889  | Democratic         | [ 7 ]        |
| 27 | David R. Francis           | January 14 1889  | 9 ianuarie 1893  | Democratic         |              |
| 28 | William Joel Stone         | 9 ianuarie 1893  | January 11 1897  | Democratic         |              |
| 29 | Lawrence Vest Stephens     | January 11 1897  | January 14 1901  | Democratic         |              |
| 30 | Alexander Monroe Dockery   | January 14 1901  | 9 ianuarie 1905  | Democratic         |              |
| 31 | Joseph W. Folk             | 9 ianuarie 1905  | January 11 1909  | Democratic         |              |
| 32 | Herbert S. Hadley          | 9 ianuarie 1909  | 13 ianuarie 1913 | Republican         |              |
| 33 | Elliot Woolfolk Major      | 13 ianuarie 1913 | 8 ianuarie 1917  | Democratic         |              |
| 34 | Frederick D. Gardner       | 8 ianuarie 1917  | 10 ianuarie 1921 | Democratic         |              |
| 35 | Arthur M. Hyde             | 10 ianuarie 1921 | January 12 1925  | Republican         |              |
| 36 | Samuel Aaron Baker         | January 12 1925  | January 14 1929  | Republican         |              |
| 37 | Henry S. Caulfield         | January 14 1929  | 9 ianuarie 1933  | Republican         |              |
| 38 | Guy Brasfield Park         | 9 ianuarie 1933  | January 11 1937  | Democratic         |              |
| 39 | Lloyd C. Stark             | January 11 1937  | February 26 1941 | Democratic         | [ 12 ]       |
| 40 | Forrest C. Donnell         | February 26 1941 | 8 ianuarie 1945  | Republican         | [ 13 ]       |
| 41 | Phil M. Donnelly           | 8 ianuarie 1945  | 10 ianuarie 1949 | Democratic         |              |
| 42 | Forrest Smith              | 10 ianuarie 1949 | January 12 1953  | Democratic         |              |
| 43 | Phil M. Donnelly           | January 12 1953  | January 14 1957  | Democratic         |              |
| 44 | James T. Blair, Jr.        | January 14 1957  | 9 ianuarie 1961  | Democratic         |              |
| 45 | John M. Dalton             | 9 ianuarie 1961  | January 11 1965  | Democratic         |              |
| 46 | Warren E. Hearnes          | January 11 1965  | 8 ianuarie 1973  | Democratic         |              |
| 47 | Christopher "Kit" Bond     | 8 ianuarie 1973  | 10 ianuarie 1977 | Republican         |              |
| 48 | Joseph P. Teasdale         | 10 ianuarie 1977 | January 12 1981  | Democratic         |              |
| 49 | Christopher "Kit" Bond     | January 12 1981  | January 14 1985  | Republican         |              |
| 50 | John Ashcroft              | January 14 1985  | January 11 1993  | Republican         |              |
| 51 | Mel Carnahan               | January 11 1993  | October 16 2000  | Democratic         | [ 1 ]        |
| 52 | Roger B. Wilson            | October 17 2000  | 8 ianuarie 2001  | Democratic         | [ 7 ] [ 14 ] |
| 53 | Bob Holden                 | 8 ianuarie 2001  | 10 ianuarie 2005 | Democratic         |              |
| 54 | Matt Blunt                 | 10 ianuarie 2005 | 12 ianuarie 2009 | Republican         |              |
| 55 | Jay Nixon                  | 12 ianuarie 2009 | 09 ianuarie 2017 | Democratic         |              |
| 56 | Eric Greitens              | 09 ianuarie 2017 | Incumbent        | Republican         |              |

## Alte înalte poziții deținute
This is a table of congressional, other governorships, and other federal offices held by governors. All representatives and senators mentioned represented Mississippi except where noted. * denotes those offices which the governor resigned to take.
| Name                       | Gubernatorial term      | U.S. Congress | U.S. Congress | Other offices held                                   |
| Name                       | Gubernatorial term      | House         | Senate        | Other offices held                                   |
| -------------------------- | ----------------------- | ------------- | ------------- | ---------------------------------------------------- |
| Benjamin Howard            | 1809–1812 (territorial) |               |               | U.S. Representative from Kentucky                    |
| John Miller                | 1826–1832               | H             |               |                                                      |
| John C. Edwards            | 1844–1848               | H             |               |                                                      |
| Austin Augustus King       | 1848–1853               | H             |               |                                                      |
| Sterling Price             | 1853–1857               | H             |               |                                                      |
| Trusten Polk               | 1857                    |               | S*            |                                                      |
| Willard Preble Hall        | 1864–1865               | H             |               |                                                      |
| Joseph W. McClurg          | 1869–1871               | H             |               |                                                      |
| B. Gratz Brown             | 1871–1873               |               | S             |                                                      |
| John S. Phelps             | 1877–1881               | H             |               | Military Governor of Arkansas                        |
| Thomas Theodore Crittenden | 1881–1885               | H             |               |                                                      |
| David R. Francis           | 1889–1893               |               |               | Ambassador to Russia, U.S. Secretary of the Interior |
| William J. Stone           | 1893–1897               | H             | S             |                                                      |
| Alexander Monroe Dockery   | 1901–1905               | H             |               |                                                      |
| Arthur M. Hyde             | 1921–1925               |               |               | U.S. Secretary of Agriculture                        |
| Henry S. Caulfield         | 1929–1933               | H             |               |                                                      |
| Forrest C. Donnell         | 1941–1945               |               | S             |                                                      |
| Christopher "Kit" Bond     | 1973–1977, 1981–1985    |               | S             |                                                      |
| John Ashcroft              | 1985–1993               |               | S             | U.S. Attorney General                                |
| Mel Carnahan               | 1993–2000               |               |               | Posthumously elected U.S. Senator                    |

## Foști guvernatori în viață
Din ian. 2017, șapte foști guvernatori erau în viață, cel mai în vârstă fiind Warren E. Hearnes (1965–1973, născut în 1923). Cel mai recent guvernator care a murit a fost Mel Carnahan (1993–2000), în funcție la 16 octombrie 2000.
| Nume                   | Termen de Gevernator | Data de naștere.  |
| ---------------------- | -------------------- | ----------------- |
| Warren E. Hearnes      | 1965–1973            | 24 iulie 1923     |
| Christopher "Kit" Bond | 1973–1977, 1981–1985 | 6 martie 1939     |
| Joseph P. Teasdale     | 1977–1981            | 29 martie 1936    |
| John Ashcroft          | 1985–1993            | 9 mai 1942        |
| Roger B. Wilson        | 2000–2001            | 10 octombrie 1948 |
| Bob Holden             | 2001–2005            | 24 august 1949    |
| Matt Blunt             | 2005-2009            |                   |